# Hodiny (Apple)
Hodiny (Apple) je mobilní aplikace hodin, která je k dispozici od prvního uvedení iPhonu a iPhone OS 1 v roce 2007, později byla vydána verze pro tablety iPad s iOS 6 (neoficiálně ji však bylo možné nainstalovat již dříve) a pro počítače Macintosh s vydáním macOS Ventura. Aplikace se skládá ze světových hodin, budíku, stopek a časovače.

## Funkce

### Světové hodiny
Světové hodiny ukazují aktuální čas v různých vybraných měst po celém světě. Další místa lze přidat klepnutím na ikonu plus v horní části obrazovky nebo odstranit přejetím doleva na místo a klepnutím na tlačítko odstranit. Ve všech verzích kromě iOS zobrazují světové hodiny také čas východu a západu slunce pro každé místo a také mapu, která zobrazuje, kde je právě noc a den.

### Budíky
Budíky umožňují uživatelům vytvářet nové budíky, zapínat nebo vypínat stávající budíky nebo je smazat. Budíky po dokončení přehrají zvonění a vibrace, které si uživatel může vybrat ze své knihovny hudby nebo vyzváněcích tónů. Lze nastavit opakování budíků v určité dny v týdnu.
Uživatelé si také mohou nastavit plán spánku, který uživatele upozorní, aby ukončil činnost, když se blíží nastavená doba spánku, a přepne zařízení do režimu soustředění na spánek. Tato funkce se integruje s aplikací Zdraví, která sleduje údaje o spánku.

### Stopky
Stopky umožňují uživatelům měřit časové intervaly, a pozastavit, resetovat nebo použít funkci kola stopek. Při měření kol jsou zeleně a červeně označena nejlepší a nejhorší kola. Od systému iOS 10 je analogový ciferník stopek přístupný přejetím prstem doleva. Verze stopek pro watchOS navíc obsahuje také grafický a hybridní ciferník.

### Časovač
Uživatel může nastavit časovač, který bude odpočítávat od zadaného času k nule. Když časovač dosáhne nuly, zazní zvonění vybrané z uživatelovy knihovny vyzváněcích tónů. S vydáním iOS 17 lze nyní nastavit více časovačů najednou a pro rychlejší přístup je k dispozici seznam posledních časovačů. Podobně i watchOS poskytuje řadu přednastavených časových intervalů.
Od iOS 11 lze časovač nastavit od 1 sekundy až do 23 hodin, 59 minut a 59 sekund.